# Bataille de Seneffe
Guerre de Hollande
Batailles
- Groenlo (06-1672)
- Solebay (06-1672)
- Zutphen (06-1672) (nl)
- Coevorden (06-1672)
- Nimègue(07-1672)
- Groningue (07-1672)
- Saint-Lothain (02-1673)
- Schooneveld (1re) (06-1673)
- Maastricht (06-1673)
- Schooneveld (2de) (06-1673)
- Texel (08-1673)
- Bonn (11-1673)
- Arcey (01-1674)
- Pesmes (02-1674)
- Gray (02-1674)
- Scey-sur-Saône (03-1674)
- Chariez (03-1674)
- Vesoul (03-1674)
- Arbois (03-1674)
- Orgelet (03-1674)
- Besançon (04-1674)
- Dole (05-1674)
- Sinsheim (06-1674)
- Salins (06-1674)
- Belle-Île (06-1674)
- Lure (07-1674)
- Faucogney (07-1674)
- Sainte-Anne (07-1674)
- Fort-Royal (07-1674)
- Seneffe (08-1674)
- Entzheim (10-1674)
- Mulhouse (12-1674)
- Turckheim (01-1675)
- Stromboli (02-1675)
- Fehrbellin (06-1675)
- Salzbach (07-1675)
- Consarbrück (08-1675)
- Altenheim (08-1675)
- Alicudi (01-1676)
- Agosta (04-1676)
- Philippsburg (05-1676)
- Palerme (06-1676)
- Maastricht (07-1676)
- Valenciennes (11-1676)
- Tobago (03-1677)
- Saint-Omer (03-1677)
- Cambrai (03-1677)
- La Peene (Cassel) (04-1677)
- Ypres (03-1678)
- Rheinfelden (07-1678)
- Saint-Denis (08-1678)

La bataille de Seneffe eut lieu dans le cadre de la guerre de Hollande le 11 août 1674 et opposa l'armée française commandée par le prince Louis II de Bourbon-Condé à l'armée austro-hispano-néerlandaise dirigée par Guillaume d'Orange.

## Campagne précédant la bataille
Durant la guerre de Hollande, Guillaume d'Orange, à la tête d'une armée austro-hispano-hollandaise, mène ses troupes à travers le sud des Pays-Bas espagnols vers le nord de la France.
De son côté, Louis II de Bourbon-Condé installe ses troupes dans un campement à Piéton 
Pendant cinq semaines, les deux armées manœuvrent sans s'affronter. Le 10 août, Guillaume d'Orange se dirige vers Paris afin de forcer l'ennemi au combat.

## La bataille
Le prince de Condé envoie à l'aube un détachement d'environ 500 cavaliers aux ordres de Saint-Clar pour occuper l'avant-garde hollandaise près du village de Seneffe, bloquant ainsi la progression de Guillaume. Avec les 45 000 hommes dont il dispose, il tente ensuite d'encercler les 60 000 Hollandais.

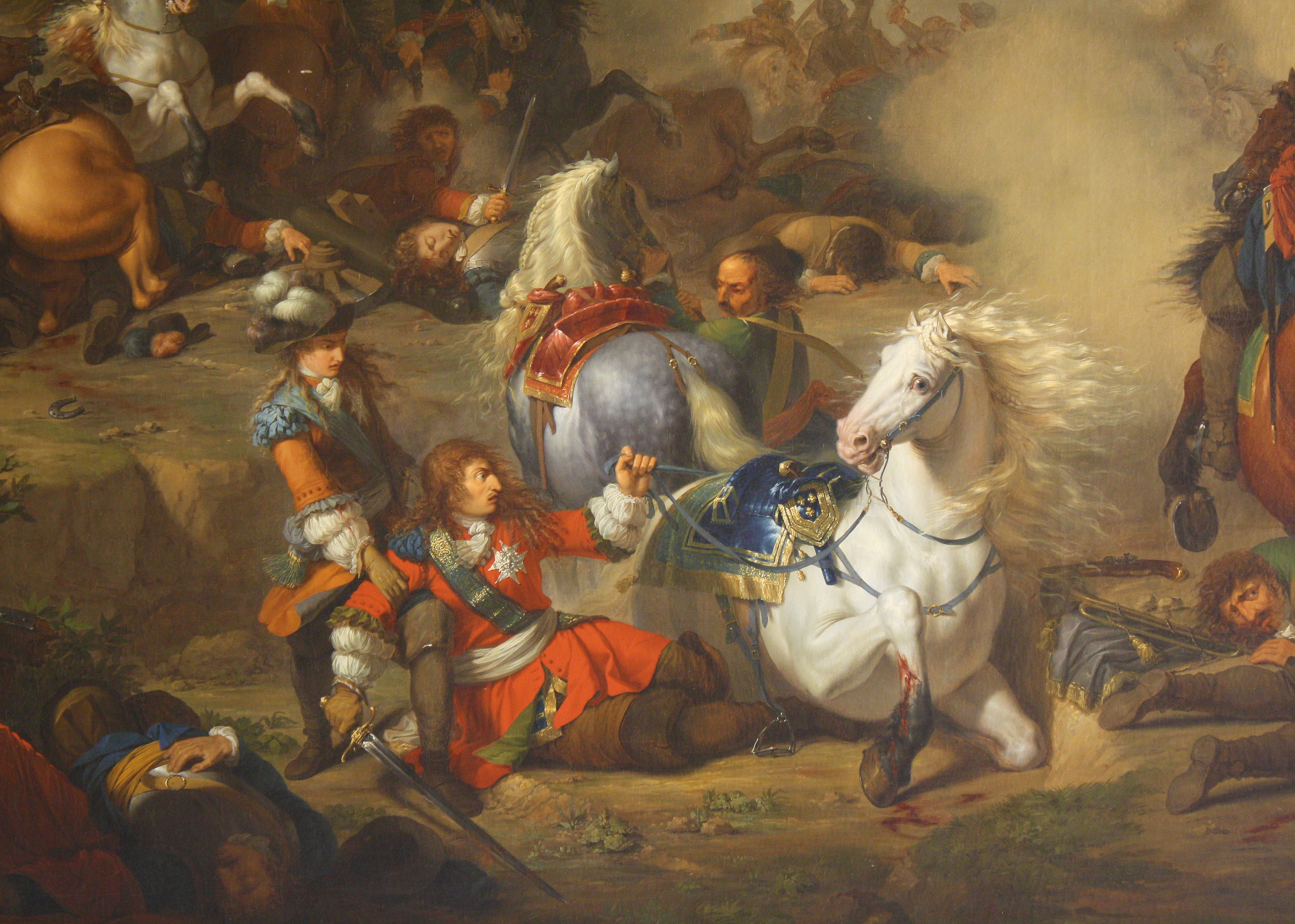
Le duc d'Enghien sauvant son père, le Grand condé à la bataille de Seneffe. Détail d'une toile de Bénigne Gagneraux au musée des beaux-arts de Dijon.

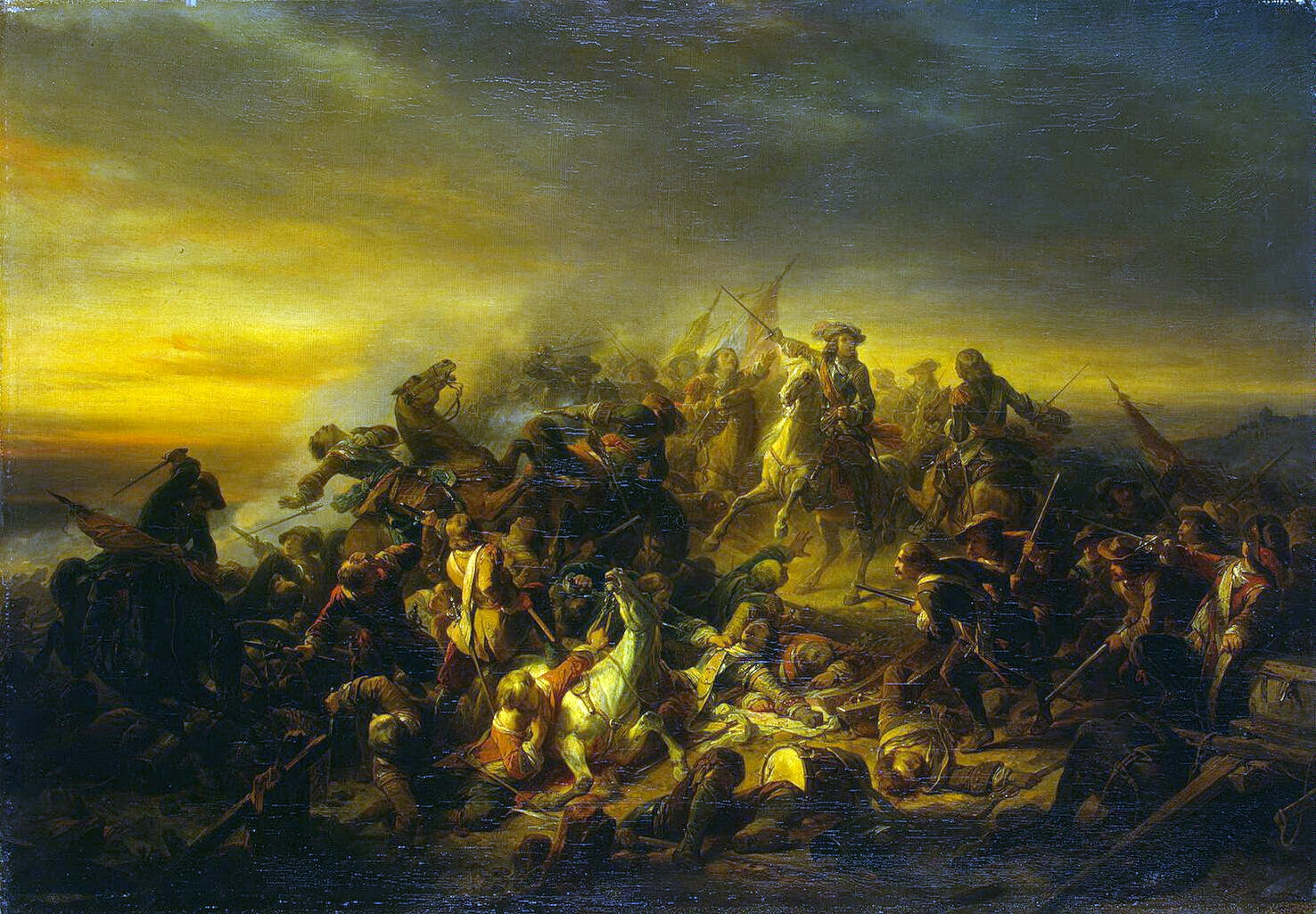
Nicaise de Keyser, Bataille de Seneffe, huile sur toile, 70 x 100 cm, 1850, Musée de l'Ermitage à Saint-Pétersbourg

Les cavaliers parviennent à distraire l'armée hollandaise mais la manœuvre d'encerclement échoue. 

Après plus de 10 heures de combat, les deux armées se retirent, laissant sur le champ de bataille environ 10 000 morts ou blessés du côté français et 15 000 morts et prisonniers du côté hollandais. 
Le régiment des Gardes françaises attaque le village de Fay par la droite. Dans ce combat acharné qui se continua la nuit à la clarté de la lune, les Gardes firent des prodiges de valeur, et dirigés par Condé lui-même, ils emportèrent enfin ce village, nœud de la position, y prirent trois canons et couchèrent sur le théâtre même du carnage. Les ennemis perdirent à Seneffe cent-sept drapeaux ou étendards dont une grande partie demeura entre les mains des Gardes Françaises, comme une preuve de leur courage. Le régiment avait d'ailleurs chèrement payé le terrain qu'il avait conquis. Il eut 41 officiers et 507 bas officiers et soldats mis hors de combat
Les deux parties revendiquent la victoire, mais vu les lourdes pertes, il est difficile de désigner un vainqueur.
 Cette hécatombe fit écrire à la marquise de Sévigné : « Nous avons tant perdu à cette victoire, que sans le Te Deum et quelques drapeaux portés à Notre-Dame, nous croirions avoir perdu le combat ». De même Voltaire écrivit à propos de cette bataille « Ce ne fut qu'un carnage ». La boutade cynique attribuée au prince de Condé (« Une nuit de Paris réparera tout cela ») ne semble en revanche pas confirmée ; elle fut d'ailleurs également attribuée à Napoléon après la bataille d'Eylau.

## Conséquences
La bataille fut coûteuse en vies humaines de part et d'autre. Dans les semaines qui suivent, les deux armées, affaiblies, font assaut l'une contre l'autre mais sans combat. Guillaume d'Orange et Juan Domingo de Zúñiga y Fonseca, comte de Monterrey, gouverneur des Pays-Bas espagnols, tentent de reprendre Audenarde, mais se retirent dès que le prince de Condé marche sur eux.